# Равалпинди
Равалпи́нди (урду راولپنڈی‎, англ. Rawalpindi, з.-пандж. راولپنڈی) — город в Пакистане. До основания Исламабада в 1960-х Равалпинди был столицей страны.

## История
Начало культурной деятельности в районе современного города датируется 3 тысячелетиями тому назад. Есть мнение, что здесь было буддийское поселение, современное Таксила. Александр Каннингем идентифицировал развалины на территории города как Гаджипур (Гаджнипур), столицу бхатти (англ.), существовавшую до нашей эры. Греко-бактрийские монеты и обожжённые кирпичи этого периода обнаруживаются в радиусе 5 км. В дальнейшем здесь был известный город Фатехпур-Баори, однако после разрушения гуннами-эфталитами в раннем средневековье он пришёл в полный упадок.
В 1493 году гахарский (англ.) Джанда-хан заново отстроил на месте поселения Равал город, и дал ему название Равалпинди. Гахарское владычество продолжалось до 1765 года, когда последний гахарский хан Мухарраб был побеждён сикхами под предводительством сардара Милка Сингха. Сингх предложил поселиться в городе торговцам из близлежащих торговых центров Джелума и Шахпура. В начале XIX века Равалпинди некоторое время служил убежищем для Шуджи-шаха, изгнанного из Кабула, и его брата Заман-шаха.
В 1849 году город был отобран у сикхов английскими колонизаторами. В городе расположился генеральный штаб английской колониальной армии. В 1880 году сюда была проложена железная дорога, а 1 января 1886 года началось регулярное железнодорожное сообщение, нужда в котором возникла, поскольку город стал местом дислокации крупнейшего британского гарнизона в Индийской империи.
17 октября 1951 года в Равалпинди был убит премьер-министр Пакистана Лиакат Али Хан. В 1959 году президент Айюб-Хан объявил Равалпинди временной столицей Пакистана. В 1962 году рядом с Равалпинди началось строительство нового города Исламабада, в который переехало правительство. В Равалпинди расположился генеральный штаб пакистанской армии.
В 1979 году бывший премьер-министр страны Зульфикар Али Бхутто был казнён в Равалпинди через повешение по обвинению в убийстве. 27 декабря 2007 года его дочь Беназир Бхутто, также экс-премьер страны, была смертельно ранена наёмным убийцей в Равалпинди за 2 недели до намеченных всеобщих выборов, на которые она шла ведущим кандидатом от оппозиции.

## Демография
Население города по годам:
| 1961    | 1972    | 1981    | 1998      | 2013      |
| ------- | ------- | ------- | --------- | --------- |
| 340 175 | 614 809 | 794 843 | 1 409 768 | 1 853 190 |

## Достопримечательности
В 30 км от города расположена гурудвара Панджа-Сахиб.

## Уроженцы
- Вина Малик (род. 1984) — пакистанская актриса, модель и телеведущая.